# Nothing Compares 2 U
Nothing Compares 2 U („Нищо не може да се сравни с теб“) е сингъл на Шинейд О’Конър, издаден на 8 януари 1990 г. Песента е първоначално издадена от автора ѝ, Принс, но става световноизвестна с изпълнението и видеоклипа на О'Конър.  Прекарва четири седмици начело на класацията Билборд Хот 100. О'Конър използва спечелената с песента известност, за да покаже политическите си възгледи по време на изпълнение в Saturday Night Live през 1992 г., по време на което разкъсва снимка на папа Йоан Павел II.  Песента е сингъл към албума I Do Not Want What I Haven’t Got, който излиза по време, когато в поп-музиката навлизат нестандартни певици като Сюзън Вега (Suzanne Vega) и Трейси Чапман. Емоционалността на изпълнението и едната истинска сълза, спусната по лицето на О’Конър във видеоклипа ѝ осигуряват слава и награда „Грами“ за най-добро алтернативно изпълнение, която тя отказва да получи в знак на протест. В интервю за Дейли Телеграф от 2014 г. певицата казва, че емоционалността на изпълнението ѝ идва от това, че свързва текста със смъртта на майка си в автомобилна катастрофа през 1985 г. 
През 2014 г. Арита Франклин записва кавър версия на песента.  През март 2015 г. О’Конър обявява, че няма да изпълнява песента повече на живо, защото вече не е свързана емоционално с нея и не иска да разочарова публиката. 

## Отличия
- През 1998 г. MTV поставия видеоклипа към песента на 34-то място в списъка си на най-добрите видеоклипове правени някога. [3]
- През декември 2007 г. VH1 поставя песента на 10-о място в „Стоте най-добре песни на 90-те“ [5]
- През юли 2008 г. Билборд поставя песента на 77-о място в класацията си „Най-добрите песни на всички времена“. [2]
- През септември 2010 г. Pitchfork Media поставя песента на 37-о място в класацията си „Най-добрите 200 песни на 90-те“. [1]
- През 2011 г. списание Тайм включва Nothing Compares 2 U в неподредения си списъй „100 песни на всички времена“. [6]

## Песни
| 7" сингъл 1. Nothing Compares 2 U – 5:09 2. Jump in the River – 4:13 | CD сингъл 1. Nothing Compares 2 U – 5:09 2. Jump in the River – 4:13 3. Jump in the River (instrumental) – 4:04 |

## Персонал
| Nothing Compares 2 U - Шинейд О’Конър – вокали, беквокали, продуциране, миксиране - Принс – музика и текст - Нели Хупър (Nellee Hooper) – продуциране - Крист Бъркет (Chris Birkett) – техника, миксиране - Фачтна О'Сийлейг (Fachtna O' Ceallaigh) – миксиране | Jump in the River - Шинейд О’Конър – музика и текст, вокали, продуциране, миксиране - Марко Пирони (Marco Pirroni) – музика и текст - Крис Бъркет – техника, миксиране - Фачтна О'Сийлейг – миксиране |

## Класации
Nothing Compares 2 U е достига първа позиция в класациите на 17 страни. В САЩ държи първото място четири години. 
| Класация                                       | Върхова позиция |
| ---------------------------------------------- | --------------- |
| Австралия (ARIA)                               | 1               |
| Австрия (Ö3 Austria Top 75)                    | 1               |
| Белгия (Ultratop 50 Валония)                   | 3               |
| Белгия (Ultratop 50 Фландрия)                  | 1               |
| Великобритания (UK Singles Chart)              | 1               |
| Германия (Media Control AG)                    | 1               |
| Дания (Tracklisten)                            | 19              |
| Ирландия (Irish Singles Chart)                 | 1               |
| Канадска съвременна музика за възрастни (RPM)  | 1               |
| Канадски топ сингли (RPM)                      | 1               |
| Нидерландия (Mega Single Top 100)              | 1               |
| Нова Зеландия (RIANZ)                          | 1               |
| Финландия (Suomen virallinen lista)            | 1               |
| Франция (SNEP)                                 | 5               |
| Норвегия (VG-lista)                            | 1               |
| САЩ (Съвременна музика за възрастни (Билборд)) | 2               |
| САЩ (Alternative songs (Билборд))              | 1               |
| САЩ (Билборд Хот 100)                          | 1               |
| Полша (Polish Airplay Top 20)                  | 1               |
| Швейцария (Schweizer Hitparade)                | 1               |
| Швеция (Sverigetopplistan)                     | 1               |

| Класация (1990)                 | Позиция |
| ------------------------------- | ------- |
| Австралийска класация за сингли | 1       |
| Австрийска класация на сингли   | 2       |
| Британска класация за сингли    | 2       |
| Нидерландски 40                 | 1       |
| САЩ: Билборд Хот 100            | 3       |
| Швейцарска класация за сингли   | 6       |

| Класация (1990 – 1999) | Позиция |
| ---------------------- | ------- |
| САЩ: Билборд Хот 100   | 82      |

## Сертифициране
| Регион         | Сертификат | Продажби  |
| -------------- | ---------- | --------- |
| Австрия        | Платинен   | 30 000    |
| Великобритания | Платинен   | 600 000   |
| Германия       | Златен     | 250 000   |
| САЩ            | Платинен   | 1 000 000 |
| Швеция         | Платинен   | 50 000    |